# America's Army
America's Army (AA) è un videogioco gratuito di genere sparatutto in prima persona sviluppato dall'esercito statunitense e finanziato dal governo federale degli Stati Uniti d'America. Il 5 marzo 2022 sono stati però spenti tutti i server e quindi il gioco è stato definitivamente chiuso.

## Addestramento
La fase di addestramento comprende:
- un poligono di tiro per l'M16;
- un percorso a ostacoli;
- l'addestramento all'uso di una mitragliatrice leggera (M249), di un lanciagranate (M203), di granate a frammentazione, fumogene e flashbang;
- l'apprendimento di tecniche di combattimento tattico (shoot house).

Ulteriori addestramenti sono disponibili e permettono di svolgere ulteriori ruoli in missione e/o di accedere a una gamma più ampia di scenari:
- addestramento da paracadutista (una lezione con lancio da torre e una prova di lancio notturno da aereo);
- addestramento da tiratore scelto (due lezioni con prova pratica finale con M-24 e M-82);
- addestramento da medico di campo (tre lezioni teoriche con test con risposta multipla; una lezione pratica);
- addestramento per le Forze Speciali (una lezione teorica; una lezione pratica in notturna);
- Addestramento alla guida dell'HUMWEE (hummer);
- Addestramento al lancio di diversi tipi di lanciarazzi/lanciamissili.

Per accedere al ruolo di "Forze Speciali" (con armi più potenti e l'accesso a tutti gli scenari di combattimento) è necessario, oltre all'addestramento, un livello minimo di "esperienza" (di "onore". Precisamente, per usare le armi delle forze speciali bisogna essere superiore ad honor 15).

## Modalità di gioco
Nonostante l'ambientazione e il realismo il gioco ostenta una quantità minima di violenza e sangue: i "morti" non sono mai soggetti a smembramento né a sfiguramento; il sangue non lascia tracce sulle mappe.
Il gioco è dotato di controlli pensati per i genitori:
- un filtro alle parolacce (solo per quelle in inglese, attivo di default);
- la possibilità di disattivare del tutto anche i (modesti) "sanguinamenti" dei giocatori;
- la possibilità di disattivare l'accesso ai fucili da tiratore scelto;
- la possibilità di proteggere con password le impostazioni precedenti.

Giocando vengono assegnati punti (che si traducono in un livello di "onore"); si guadagnano punti uccidendo i nemici, conseguendo gli "obiettivi", medicando i compagni di squadra feriti, completando le missioni. I punti sono di vario tipo: Goal, Leadership, Kills, Kia e ROE. Da sinistra verso destra: punteggio di vittoria generale della squadra, punteggio assegnato solo ai teamleader o al capitano se la squadra vince il round ed egli rimane vivo, in caso contrario diminuiscono fino a risultare negativi, 10 punti per ogni uccisione, -10 punti per ogni volta che si viene uccisi e punteggio negativo se si feriscono i compagni (Rules Of Engagement);
lo scopo del gioco consiste principalmente nel completamento delle missioni e nello sviluppo di uno spirito di squadra. Il "semplice" uccidere i nemici dà un punteggio relativamente modesto rispetto al conseguimento degli altri compiti, mentre il colpire (anche inavvertitamente) i membri della propria squadra comporta sempre severe penalità, il che include anche la prigione.

## Versioni
È stata pubblicata la versione per Windows il 4 giugno 2002. La versione attuale è la 3.1. Il client per giocare in rete è distribuito gratuitamente, la versione per Linux è stata dismessa. La versione 3 è stata distribuita il 17 giugno 2009, scaricabile tramite la piattaforma Steam o deploy direttamente dal sito ufficiale. La partenza non è stata delle più felici; l'alto numero dei giocatori (sottostimato dagli sviluppatori stessi, come annunciato nella pagina ufficiale del gioco su Facebook) che tentavano l'accesso, sia per giocare che per la semplice registrazione, ha subito mandato in down il sistema dei server del gioco, rendendolo praticamente inutilizzabile da chiunque. Il 18 giugno, esattamente un giorno dopo la pubblicazione ufficiale, il team di sviluppo è stato completamente sollevato dall'incarico. Lo sviluppo futuro del gioco verrà realizzato nella base operativa di America's Army in Alabama.
Nel giugno 2006 risultano attivi oltre 2200 server nel mondo, per un totale di oltre dieci milioni di giocatori registrati.
Dal 29 agosto 2013 è disponibile un nuovo capitolo della saga: America's Army: Proving Grounds Beta.

## Sviluppo
È stato sviluppato su commissione del governo statunitense come pubblicità per l'esercito americano e per favorire il reclutamento nel suddetto esercito. Presenta scenari realistici e simula l'uso di alcune delle armi utilizzate dall'esercito americano, oltre che di altre armi (prevalentemente di fabbricazione sovietica).